# Liste von Persönlichkeiten mit Bezug zum Land Salzburg
Diese Liste führt Persönlichkeiten die in Stadt und Land Salzburg geboren wurden oder hier wesentlich gewirkt haben.

## Politik
- Alfred Bäck (* 21. November 1903 in Saalfelden; † 3. November 1974 in Salzburg); Bürgermeister und Ehrenbürger der Stadt Salzburg.
- Gabi Burgstaller (* 23. Mai 1963 in Penetzdorf/Niederthalheim, Oberösterreich) Landeshauptfrau von Salzburg
- Karoline Edtstadler (* 28. März 1981 in Salzburg), Landeshauptfrau von Salzburg, Bundesministerin und Richterin
- Benita Ferrero-Waldner (* 5. September 1948 in Salzburg), Bundesministerin, EU-Kommissar und Diplomatin
- Franz Hofer (27. November 1902 in Hofgastein; † 1975 in Mülheim an der Ruhr, Deutschland); ehem. Gauleiter Tirols
- Josef Klaus (* 15. August 1910 in Mauthen, Kärnten; † 25. Juli 2001 in Wien);  ehem. österreichischer Bundeskanzler und Landeshauptmann von Salzburg
- Agnes Primocic (* 30. Jänner 1905 in Hallein; † 14. April 2007 ebenda); Politikerin und Widerstandskämpferin
- Franz Rehrl (* 4. Dezember 1890 in Salzburg; † 23. Januar 1947 ebenda); ehem. Landeshauptmann von Salzburg
- Alois Winkler (* 1838 in Waidring, Tirol; † 1925 in Salzburg); ehem. Landeshauptmann von Salzburg

## Bildung und Wissenschaft
- Christian Doppler (* 29. November 1803 in Salzburg; † 17. März 1853 in Venedig), Mathematiker und Physiker
- Friedrich Lepperdinger (* 1927 in St. Georgen bei Salzburg; † 2022); Historiker
- Rupert Ursin (* 26. Januar 1973 in Salzburg); Physiker
- Franz Martin Wimmer (* 14. November 1942 in Sankt Martin bei Lofer; lebt in Wien), österreichischer Kulturphilosoph
- Leopold Kohr (* 5. Oktober 1909 in Oberndorf bei Salzburg, † 26. Februar 1994 in Gloucester, England) war Nationalökonom, Jurist, Staatswissenschaftler und ausübender Philosoph